# Ramón Oliver Viñals
Ramón Oliver Viñals (Barcelona, 3 de setembre de 1964 - Las Palmas, 13 de gener de 2017) va ser un jugador de bàsquet català. Mesurava 2,02 metres d'alçada i la seva posició a la pista era la d'aler pivot. Va morir a Las Palmas de Gran Canaria a l'edat de 52 anys.

## Carrera esportiva
Oliver es va formar al planter del Club Joventut Badalona, club amb el que va debutar a la lliga ACB la temporada 1982-83. Després de jugar dues temporades a la Penya va fitxar pel Magia Huesca, on va jugar un any. Les dues temporades següents les va passar a Primera B, al Tizona Burgos el primer any i al Claret Las Palmas el segon. Amb l'equip canari va ascendir a l'ACB, i hi va jugar fins al 1995 alternant diferents categories, a excepció de la campanya 91-92 en que va jugar al CB Granada. Un cop retirat, va exercir de fisioterapèuta, tornant a estar lligat al Gran Canària.